# Westmill
Westmill är en ort och civil parish i Storbritannien.   Den ligger i grevskapet Hertfordshire och riksdelen England, i den sydöstra delen av landet, 50 km norr om huvudstaden London. Westmill ligger 85 meter över havet och antalet invånare är 264.
Terrängen runt Westmill är huvudsakligen platt. Westmill ligger nere i en dal.Runt Westmill är det tätbefolkat, med 286 invånare per kvadratkilometer. Närmaste större samhälle är Harlow, 18,6 km sydost om Westmill. Trakten runt Westmill består till största delen av jordbruksmark.